# London Calling
London Calling (МФА: [ˈlʌndən ˈkɔː.lɪŋ]; с англ. — «Лондон вызывает») — третий студийный альбом британской панк-рок-группы The Clash. В Великобритании пластинка была выпущена 14 декабря 1979 года компанией CBS Records; американский релиз состоялся в 1980 году на лейбле Epic Records. На этом альбоме The Clash продемонстрировали широту своих возможностей: музыка с элементами ска, фанка, соула, джаза, рокабилли, регги составляла гораздо более богатую палитру, чем на двух предыдущих студийных работах группы. В текстах затрагивались социальные проблемы общества, такие как безработица, конфликты на национальной почве, употребление наркотиков, а также проблемы несовершеннолетних.
Пластинка получила восторженные отзывы и в настоящее время занимает 16-ю позицию в списке 500 величайших альбомов всех времён по версии журнала Rolling Stone. London Calling попал в десятку лучших альбомов чарта Великобритании, а одноимённый сингл с него достиг Top 20 в UK Singles Chart. В общей сложности по всему миру было продано более 5 миллионов экземпляров пластинки. В США она получила статус платиновой, в Великобритании — золотой. Таким образом, альбом стал не только самым успешным в дискографии The Clash, но и одним из наиболее успешных альбомов за всю историю рок-музыки.

## Запись и продюсирование
После завершения записи второго студийного альбома Give ’Em Enough Rope (1978) группа рассталась с продюсером Бернардом Родсом, допекавшим музыкантов постоянными нотациями и поучениями. Обстановка на репетициях сразу стала более спокойной и располагающей к свободному творчеству, но музыкантам пришлось покинуть лондонскую студию в районе Камден и искать себе новое пристанище. The Clash, вдохновлённые в то время музыкой в жанрах рокабилли, ска, регги и джаз, начали запись нового материала летом 1979 года. Тур-менеджер Джонни Гринн нашёл студию Vanilla Studios, расположенную в одном из гаражей в районе Пимлико в центре Лондона. Там The Clash за короткий срок написали и свели демо новых песен: автором музыки стал Мик Джонс, а большинства текстов — Джо Страммер.
Гай был само воодушевление. «Brand New Cadillac» мы записали с первой попытки. Гай сказал: «Отлично получилось». Я ответил: «Нет-нет, слишком быстро! Куда мы так гоним?». А он просто сказал: «Классный рок-н-ролл должен гнать».
В августе 1979 года коллектив начал запись London Calling на студии Wessex Sound. К большому неудовольствию представителей компании CBS Records, музыканты обратились с просьбой спродюсировать альбом к Гаю Стивенсу, дав ему второй шанс после неудачи с демозаписями группы в 1976 году. Стивенс являлся менеджером и продюсером Mott the Hoople, одной из любимейших групп Мика Джонса. Однако Гай имел серьёзные проблемы с алкоголем и наркотиками, а его анархические методы работы были не типичны для музыкальной индустрии. Однажды во время записи одного из альбомов Mott the Hoople пьяный Стивенс поджёг студию. Во время работы с The Clash Гай тоже часто совершал рискованные действия, например, для создания нужной атмосферы разбрасывал по студии стулья и лестницы. В итоге The Clash прекрасно сработались со Стивенсом, особенно басист Пол Симонон, который отмечал, что работа продюсера оказала существенное влияние на группу, а его помощь помогла им лучше сплотиться как коллективу.
В перерывах между работой в студии музыканты играли в футбол. Совместные занятия спортом способствовали улучшению взаимоотношений в группе, а также позволяли на время отвлечься от напряжённых студийных сессий. В результате процесс записи стал более лёгким и продуктивным.
В сентябре музыканты решили отдохнуть от работы над пластинкой и отправились в турне Take The Fifth Tour по США. Это вновь вызвало недовольство представителей лейбла CBS, требовавших от группы нового материала как можно скорее. Кроме того, следуя традициям панка, The Clash отказывались взимать на концертах с посетителей более трёх долларов, в то время как сама группа предпочитала жить в отелях класса люкс. Как следствие, лейбл не был заинтересован в финансировании гастролей, что вызывало серьёзную нехватку средств. Отношения между музыкантами и CBS становились всё более напряжёнными.
В конце октября The Clash вернулись в Лондон и продолжили запись альбома. Песни записывались за один-два подхода, и основная часть работы над альбомом была завершена за несколько недель.

## Музыка и тексты песен
Заглавная песня на альбоме, «London Calling», была написана отчасти под впечатлением от взрыва ядерного реактора в Три-Майл-Айленд в марте 1979 года. Текст Джо Страммера также затрагивает темы роста безработицы, национальных конфликтов и наркомании в Великобритании. Вторая песня на диске, кавер-версия рокабилли Винса Тейлора «Brand New Cadillac» 1959 года, хронологически была первой композицией, записанной для альбома. Коллектив называл её одной из первых рок-н-ролльных песен Великобритании, и участники группы часто прослушивали её для «разогрева» перед записью других композиций. Трек «Rudie Can't Fail» сочетает в себе элементы соул, регги и поп-музыки, на нём также присутствует медная духовая секция. Текст песни представляет хронику жизни беспечного молодого человека, которого критикуют за то, что он не может научиться вести себя как ответственный взрослый.
Тема композиции «Spanish Bombs» — гражданская война в Испании. Песня получила лестные отзывы от журналистов, один из которых даже заявил, что «сочетая вдумчивый текст и энергичное исполнение, песня стала лучшим моментом London Calling». Восьмой трек альбома, «Lost in the Supermarket», был написан Страммером, который представлял себе, как проходило детство Джонса, когда ему с матерью и бабушкой приходилось жить в подвале. Песня «Clampdown» изначально была записана как инструментальная композиция и названа «Working and Waiting». Эта песня о людях, оставивших юношеский идеализм и ставших частью бездушного «взрослого» мира. Песня призывает молодёжь бороться против статус-кво. Десятый трек, «The Guns of Brixton», — первая композиция The Clash, автором которой стал бас-гитарист Пол Симонон, он также выступил в качестве ведущего вокалиста. Симонон поначалу не был уверен в тексте своей песни, описывающей параноидальный взгляд на жизнь, но в итоге решил дописать её совместно со Страммером.
В тексте «Death or Glory» Страммер описывал ретроспективу своей жизни, признавая возрастающие сложности и отмечая тяжесть ответственности, которая ложится на плечи взрослого человека. Во время работы над «The Card Cheat» группа записывала все инструменты дважды и накладывала одну запись на другую, пытаясь создать очень объёмное и мощное звучание. Кавер-версия регги-хита Дэнни Рэя «Revolution Rock» получила противоречивые оценки от прессы. Страммер и Джонс были раскритикованы изданием New Musical Express за «неспособность создать убедительную песню о любви». Последняя песня альбома, «Train in Vain», по рекламному соглашению с New Musical Express должна была распространяться бесплатно, но сделка сорвалась, и композиция была добавлена в альбом в последний момент — уже после того, как конверты были отпечатаны, из-за чего песня на обложке первого издания London Calling не указана.

## Название и обложка
Рабочим вариантом названия альбома было «The Last Testament» (рус. Завещание и завет), но в итоге музыканты решили именовать его «London Calling» (рус. Лондон вызывает) по названию первой композиции пластинки. Выражение происходит от текста военных позывных, когда абонент, связывающийся по радиостанции, сначала произносит: «This is London calling» (рус. это Лондон вызывает).

Обложка дебютного альбома Элвиса Пресли Elvis Presley, пастишем которой является обложка London Calling

На обложке альбома изображён бас-гитарист Пол Симонон, разбивающий о сцену свой инструмент во время концерта в нью-йоркском зале Palladium 21 сентября 1979 года в рамках американского турне Take The Fifth Tour. Обложка была оформлена Рэем Лоури и является пастишем на первый альбом Элвиса Пресли Elvis Presley; использованы те же шрифты названия, цвета и общая идея.
Фото сделано Пенни Смит, снимавшей группу на концертах и за кулисами специально для London Calling. Смит не хотела использовать этот кадр, полагая, что промахнулась с фокусом, но Страммер и графический дизайнер Рэй Лоури убедили её, что нужен именно этот снимок, и утвердили его окончательно.
Известная художница Эмин Трейси, приглашённая Джо Страммером сопровождать группу в турне 1979 года, сказала, что никто даже не заметил, что фотография была не в фокусе, поскольку во время гастролей половина окружения группы и сами музыканты постоянно находились в нетрезвом состоянии.
В 2002 году журнал Q назвал фотоработу Пенни Смит «лучшим рок-н-ролльным снимком всех времён», подчеркнув, что автору удалось схватить «конечный момент рок-н-ролла — полную потерю самоконтроля». Сам конверт London Calling издание поместило на девятое место в списке «100 лучших обложек альбомов всех времён».
16 декабря 2009 года, через два дня после того, как London Calling «отметил» своё тридцатилетие, оригинал обложки и комплект неизданных набросков к оформлению конверта пластинки был выставлен на аукционе Bonhams' Knightsbridge в Западном Лондоне. Организаторам торгов удалось выручить более семидесяти тысяч фунтов стерлингов. В 2010 году британской королевской почтой была выпущена серия марок с изображением обложек классических альбомов, в число которых вошёл и London Calling.
В 2010 году исследователь рок-музыки Лев Ганкин в специальной серии статей «Дизайн рок-музыкальных альбомов 1960—1970-х гг.» для сайта «Звуки.Ру» писал, что «художественное пиратство, провозглашаемое панк-дизайном, распространялось и на творческое наследие рок-музыки», и в этом контексте отмечал, что схожесть обложки с первым альбомом Пресли означала, что тем самым панк-рок утверждал «свою стилистическую преемственность по отношению к революционному рок-н-роллу второй половины 1950-х годов». В 2011 году обложка London Calling заняла четвёртое место в списке лучших обложек альбомов всех времен по мнению читателей интернет-издания MusicRadar.

## Релиз
В 1979 году альбом был выпущен на грампластинках в Великобритании, а в США на пластинках и кассетах Stereo 8 в 1980-м. В Японии альбом был выпущен в обложке формата gatefold (длинный буклет, складывающаяся гармошкой). Несмотря на то, что London Calling был выпущен как двойной альбом, по настоянию самих музыкантов он продавался в традициях панка по цене одной пластинки. Лейбл CBS сначала отверг предложение группы об издании двойного альбома. Взамен в CBS дали разрешение на включение в издание бесплатной двенадцатидюймовой пластинки. Но в итоге эта запись стала полноценным вторым LP с девятью дополнительными треками.
Первое время выпуск London Calling сопровождался убедительными продажами. Было реализовано более двух миллионов пластинок. Альбом достиг девятой строчки в главном британском чарте и позднее был сертифицирован как золотой. Он также стал коммерчески успешным и за пределами Великобритании, добравшись до второго места в чартах Швеции и до четвёртого — в Норвегии. В Америке лучшим достижением альбома London Calling стало 27 место в чарте Billboard Pop Albums, в феврале 1996 года альбом был сертифицирован как платиновый.
Синглы с London Calling стали одними из самых успешных в карьере группы. Заглавный сингл, содержащий на второй стороне композицию «Armagideon Time», был выпущен перед релизом пластинки, 7 декабря 1979 года. Он достиг 11-го места в UK Singles Chart. На песню «London Calling» режиссёром Доном Леттсом было снято первое постановочное музыкальное видео The Clash, в котором музыканты с инструментами в руках по очереди проходят по висячему мосту, и затем группа ночью, под проливным дождём, исполняет композицию на борту катера в одном из затонов Темзы.
В США композиция «Train in Vain» была объединена с «London Calling» в двойной сингл, выпущенный в феврале 1980 года. Он достиг 23 места в Billboard Hot 100, а также 30-го места в Disco Top 100.
Всё это выглядело пугающе. Вы видели, что сделал ураган на Карибах? Точно так же выглядели залы после выступлений The Clash.
Вслед за выходом альбома, в начале января 1980 года, музыканты отправились в крупное турне по Великобритании под названием Sixteen Tons Tour. Концерты группы открывал известный ямайский ска-исполнитель и диджей Майки Дред. Сначала он с недоверием отнёсся к предложению выступать с белой бунтарской панк-группой, но после непродолжительных уговоров согласился. Среди британских поклонников The Clash прошла волна негодования; диджейские сеты Майки Дреда вызывали откровенное раздражение у панков, а музыкальные эксперименты самой группы были им абсолютно чужды. Тем не менее, все концерты The Clash прошли с аншлагом.

### Переиздания
Позднее альбом London Calling несколько раз переиздавался: в Великобритании в 1986 году альбом был издан на компакт-кассетах, в 2000 году в США он был выпущен в CD-формате, в 2004 году состоялось переиздание пластинки лейблом Legacy Edition, приуроченное к её 25-летию. Издание Legacy упаковано в диджипак и включает бонусные CD и DVD. На CD, озаглавленном The Vanilla Tapes, находится демозапись альбома, которую Мик Джонс обнаружил у себя в начале 2004 года, — плёнка долгое время считалась утерянной. На DVD представлен фильм Дона Леттса The Last Testament — The Making of London Calling, а также не публиковавшиеся ранее музыкальные видео и прочие видеоматериалы. В 2010 году вышло лимитированное издание пластинки на пикчер-дисках.

## Отзывы критиков
| Оценки критиков           | Оценки критиков |
| Источник                  | Оценка          |
| ------------------------- | --------------- |
| Allmusic                  | [ 47 ]          |
| BBC Music                 | (положительная) |
| Paste                     | (положительная) |
| Pitchfork                 | (10/10)         |
| PopMatters                | (положительная) |
| Robert Christgau          | (A+)            |
| Rolling Stone             | (положительная) |
| Rolling Stone             | [ 54 ]          |
| Rolling Stone Album Guide | [ 55 ]          |
| The A.V. Club             | A+              |

В год выпуска пластинки в США Том Карсон из журнала Rolling Stone дал альбому высокую оценку. Автор писал, что «звучание этой записи построено на всех прошлых достижениях рок-н-ролла, а образно и тематически она глубоко погружена в легенды, историю, политику и мифологию рока. Каждый кусочек был собран в единую, обширную, бурлящую историю — такую, какую и могут рассказывать только Clash, историю, которая создана не только для них, но и для нас всех. Несмотря на то, что с первого раза запись кажется бессвязной и аскетичной, …это музыка, которая выдержит испытание временем. Альбом настолько шикарный и всеохватывающий, что он оставляет тебя не просто обалдевшим, но ещё и невероятно воодушевлённым и торжествующе живым». В 1979 году известный американский публицист, критик и журналист еженедельника The Village Voice Роберт Кристгау описывал London Calling как «страстный, злой, при этом глубокий, уверенный, мелодичный и ещё хард-роковый в придачу» и назвал его «лучшим двойным LP со времён Exile on Main Street». По итогам 1980 года пластинка возглавила список лучших альбомов пула американских критиков Pazz & Jop издания Village Voice.
В более позднем обзоре Стивен Томас Эрлевайн из Allmusic писал: «London Calling — это захватывающий, мощный, сложный рок, очень бодрящий и имеющий больше положительных качеств, нежели большинство, пусть даже и двойных альбомов» и назвал его «одним из лучших рок-альбомов, которые когда-либо были записаны». В 2004 году, музыкальный обозреватель Pitchfork Аманда Петрусич назвала «London Calling» лучшей песней на альбоме и писала, что «The Clash сразу же захватывают внимание; каждый следующий трек вырастает из предыдущего, нанося удар за ударом и смеясь, приводя нас к немой покорности». Марк Сатерленд из BBC Music назвал работу итогом взросления коллектива и писал, что «поскольку это полностью эпический двойной альбом, от его легендарной обложки вплоть до дико-эклектичного смешения стилей, будьте уверены — это квинтэссенция того, чем является рок-альбом». Сэл Сайолфи из PopMatters назвал пластинку «большой, громкой и прекрасной коллекцией боли, гнева, беспокойных мыслей и, конечно, превыше всего — надежды» и писал, что если она «будет выпущена завтра, то всё равно окажется актуальной и яркой». Кейт Пипс из The A.V. Club отнесла альбом к числу тех немногих пластинок, которые можно назвать безукоризненными. По её мнению, оставаясь верными своему духу, The Clash ударились в регги и сопредельные жанры, при этом продолжая делать музыку столь же яростную, как и их предыдущие работы. К несомненным достоинствам диска Пипс отнесла появившуюся мелодичность. Андрей Кокарев в книге «Панк-рок от А до Я» писал: «London Calling — шедевр, хотя от чистой энергии панка, властвовавшей на первом LP, в нём осталось не так много. Здесь чувствуются зрелость, опыт мастеров-музыкантов, создающих концептуальное произведение. И рамки панк-рока уже малы для них».

### Признание
Двойной альбом London Calling, вышедший в 1979 году, пользовался невероятным успехом. Повсюду появлялись новые стили, и The Clash с успехом продемонстрировали, что умеют оставаться в курсе дел, развиваться и при этом не терять своего революционного духа.
Большинство критиков признают, что альбом является одним из наиболее удачных в истории рок-музыки. Так, американский журнал New York Times назвал London Calling одним из лучших музыкальных альбомов всех времён. В свою очередь, в статье журнал Entertainment Weekly альбом получил звание «Лучшего альбома всех времён». Журнал Rolling Stone дал максимальную оценку альбому — пять звёзд из пяти, а журналист издания Пэт Блэшилл отметил, что пластинка являет собой «абсолютную романтику рок-н-ролльного эпического периода». В ноябре 1989 года издание присудило London Calling звание «Лучшего альбома 1980-х годов» в списке «100 лучших альбомов 1980-х», а в 2003 году поставило его на восьмую строчку списка «500 величайших альбомов всех времен», составленного на основе рецензий 273 ведущих музыкантов и критиков. Заглавная песня с альбома в следующем году заняла пятнадцатое место в списке «500 величайших песен всех времён». Журнал Mojo поставил пластинку на 22-е место в списке «50 величайших когда-либо записанных альбомов». Электронный журнал Pitchfork Media поставил London Calling на второе место списка «100 лучших альбомов 70-х», где он уступил лишь пластинке Low Дэвида Боуи.
В 1979 году в ежегодном декабрьском списке лучших альбомов по версии журнала New Musical Express первое место заняла пластинка Fear of Music Talking Heads, а London Calling заняла восьмую строчку, однако спустя двадцать семь лет в том же рейтинге альбом The Clash занял двенадцатое место, в то время как пластинка Talking Heads даже не попала в список. В 1998 году, журнал Q поставил London Calling на первое место в рейтинге «50 лучших альбомов 70-х», в 1999 поставил его на четвёртое место в рейтинге «100 величайших альбомов Великобритании», а в 2002 году включил его в список «100 лучших панк-альбомов».
Издание Alternative Press включило London Calling в список «10 самых важных альбомов 80-х». College Media Journal поместил пластинку на 3-е место в списке «Топ 20 самых проигрываемых альбомов 1980-х».
По данным сайта Acclaimedmusic.net альбом находится на девятом месте среди списка «Самых признанных критиками альбомов всех времен». В 2007 году, London Calling был внесён в Зал славы «Грэмми», за его культурное и историческое значение. London Calling так же вошёл в специальную серию программ «Серия Шедевров» на BBC Radio 1 в 2009 году, где был отмечен, как один из альбомов, оказавших наибольшее влияние на мировую культуру. Включён журналом Kerrang! в список «40 лучших панк-альбомов 1977—2017».

## London Callingв кино-, медиа- и фешн-индустриях
- В декабре 2010 года компания BBC сообщила, что фильм о записи London Calling находится на ранних стадиях производства. Мик Джонс и Пол Симонон выступают исполнительными продюсерами проекта, сценарий был написан Джезом Баттервуртом, а Элисон Оуэн и Пол Триджбитс являются его основными продюсерами[76][77].
- Песни из альбома London Calling и детальная информация о каждой из композиций присутствуют в музыкальной компьютерной игре Rock Band 3 из серии Rock Band. Игра поступила в продажу 1 февраля 2011 года[78].
- В январе 2010 года известный американский бренд Converse представил коллекцию обуви, посвящённую группе The Clash. Важной частью презентации стал показ кедов «Converse London Calling», посвящённых альбому группы[79].
- Песня звучит в фильме бондианы «Умри, но не сейчас» (2002 г.), сопровождая появление в кадре Густава Грейвза (в исполнении Тоби Стивенса)[источник не указан 2698 дней].

## Список композиций

### Оригинальная версия (1979)
| n° | Сторона 1          | Сторона 1 | Сторона 2               | Сторона 2 | Сторона 3      | Сторона 3 | Сторона 4       | Сторона 4 |
| -- | ------------------ | --------- | ----------------------- | --------- | -------------- | --------- | --------------- | --------- |
| 1  | London Calling     | 3:20      | Spanish Bombs           | 3:18      | Wrong 'Em Boyo | 3:10      | Lover’s Rock    | 4:03      |
| 2  | Brand New Cadillac | 2:08      | The Right Profile       | 3:54      | Death or Glory | 3:55      | Four Horsemen   | 2:55      |
| 3  | Jimmy Jazz         | 3:54      | Lost in the Supermarket | 3:47      | Koka Kola      | 1:47      | I’m Not Down    | 3:06      |
| 4  | Hateful            | 2:44      | Clampdown               | 3:49      | The Card Cheat | 3:49      | Revolution Rock | 5:33      |
| 5  | Rudie Can’t Fail   | 3:29      | The Guns of Brixton     | 3:09      | -              | -         | Train in Vain   | 3:09      |

В первоначальной версии альбома песня «Train in Vain» не была указана ни на развороте обложки, ни на этикетке, но наклейка с указанием трека была проставлена на внешней целлофановой оболочке.

### Юбилейная версия (2004)
В честь 25-летней годовщины альбома в 2004 году было выпущено специальное издание, которое содержит раннюю версию альбома на основе материала Vanilla Tapes (демонстрационные записи, ранее не доступные для слушателей) и бонусный DVD, содержащий музыкальные видеоклипы на песни с альбома и видеоматериалы записей The Clash в студии Wessex Studios.
| 1          | Hateful                        | 2:43 | Death or Glory              | 3:54 | Up-Toon                     | 1:56 | Working and Waiting | 4:09 |  |  |  |
| 2          | Rudie Can’t Fail               | 3:27 | Lover’s Rock                | 4:02 | Walking the Slidewalk       | 2:34 | Heart and Mind      | 4:27 |  |  |  |
| 3          | Paul’s Tune                    | 2:32 | Lonesome Me                 | 2:08 | Where You Gonna Go (Soweto) | 4:03 | Brand New Cadillac  | 2:07 |  |  |  |
| 4          | I’m Not Down                   | 3:05 | The Police Walked in 4 Jazz | 2:18 | The Man in Me               | 3:56 | London Calling      | 3:18 |  |  |  |
| 5          | Four Horsemen                  | 2:55 | Lost in the Supermarket     | 3:46 | Remote Control              | 2:39 | Revolution Rock     | 5:32 |  |  |  |
| 6          | Koka Kola                      | 1:57 |                             |      |                             |      |                     |      |  |  |  |
| Примечания |                                |      |                             |      |                             |      |                     |      |  |  |  |
|            | песни с альбома London Calling |      |                             |      |                             |      |                     |      |  |  |  |
|            | песня с альбома The Clash      |      |                             |      |                             |      |                     |      |  |  |  |

| №  | Название                                                      | Длительность |
| -- | ------------------------------------------------------------- | ------------ |
| 1. | «The Last Testament: The Making of London Calling»            |              |
| 2. | «London Calling» (Клип)                                       |              |
| 3. | «Train in Vain» (Клип)                                        |              |
| 4. | «Clampdown» (Клип)                                            |              |
| 5. | «Home video footage of The Clash recording in Wessex Studios» |              |

## Участники записи
| |  |  |  |
| Состав The Clash, участвовавший в записи альбома. Слева направо: Джо Страммер, Мик Джонс, Пол Симонон и Топпер Хидон |  |  |  |

| Музыканты       | Музыканты                                    | Производство | Производство       |
| --------------- | -------------------------------------------- | ------------ | ------------------ |
| Имя             | Инструменты                                  | Имя          | Деятельность       |
| Джо Страммер    | Вокал, ритм-гитара, пианино                  | Гай Стивенс  | Продюсер           |
| Мик Джонс       | Лид-гитара, вокал, пианино, губная гармоника | Билл Прайс   | Главный инжиниринг |
| Пол Симонон     | Бас-гитара, вокал                            | Джерри Грин  | инжиниринг         |
| Топпер Хидон    | Ударные, перкуссия                           | Пенни Смит   | Фотографии         |
| Мик Галлахер    | Орган                                        | Рэй Лоури    | Дизайн             |
| The Irish Horns | Медные духовые музыкальные инструменты       |              |                    |
| Бэйкер Глэйр    | Флейта                                       |              |                    |

## Позиции в чартах
| В 1979 году          | В 1979 году | В 1980 году            | В 1980 году | В 2004 году            | В 2004 году |
| -------------------- | ----------- | ---------------------- | ----------- | ---------------------- | ----------- |
| Чарт                 | Позиция     | Чарт                   | Позиция     | Чарт                   | Позиция     |
| Swedish Albums Chart | 2           | Austrian Albums Chart  | 17          | Norwegian Albums Chart | 17          |
| UK Albums Chart      | 9           | Norwegian Albums Chart | 4           | Swedish Albums Chart   | 45          |
|                      |             | Billboard Pop Albums   | 27          | Swiss Albums Chart     | 72          |
|                      |             |                        |             | UK Albums Chart        | 26          |